# Пилипенко Володимир Пилипович
Володи́мир Пили́пович Пилипе́нко (* 27 липня 1977, місто Львів) — український політичний діяч, юрист.

## Життєпис
У 1994 році закінчив середню школу № 53 у місті Львові.
У 1994 році вступив на юридичний факультет Львівського Державного Університету імені І. Франка, який закінчив у 1999 році із відзнакою та отримав диплом спеціаліста.
З 1999 по 2002 рік навчався в аспірантурі Львівського Національного  Університету ім. І. Франка на кафедрі міжнародного права.
З 2003 по 2005 рік працював асистентом кафедри міжнародного права Львівського національного університету імені Івана Франка.
В червні 2005 року захистив кандидатську дисертацію в Національній юридичній академії України імені Ярослава Мудрого на тему «Міжнародний кримінальний суд за Римським договором 1998 року», присвоєно звання Кандидата юридичних наук.
Досліджує проблеми Міжнародної кримінальної юстиції. Автор більше двадцяти наукових праць з питань діяльності Міжнародного кримінального суду та міжнародних злочинів. Автор монографії "Воєнні злочини в міжнародному праві. Питання теорії та практики". Науково обгрунтував, що  російською федерацією в Україні вчиняється Націоцид - нове міжнародно-протиправне діяння, метою якого є знищення нації.       
Батько, Пилип Данилович Пилипенко, професор, завідувач кафедри трудового, аграрного та екологічного права Львівського національного університету імені Івана Франка, депутат Львівської облради від ВО «Свобода».

## Трудова діяльність
З 1998 року працював у різних комерційних структурах на посаді юриста.
У 2000 році склав іспит на право зайняття адвокатською діяльністю.
З 2000 року і по травень 2008 року — практикуючий адвокат.
З 29 травня 2008 року і по 27 листопада 2014 року — народний депутат України VI та VII скликань. Місце роботи — Верховна Рада України.
З лютого 2013 року — по 2017 представник України у Європейській Комісії «За демократію через право» (Венеційська комісія).
З червня 2015 року — Директор Українського центру суспільно-правових досліджень.
Член правління ГО "Спілка освітян України"
Член наглядової ради Міжнародного благодійного фонду "Незламна українська нація" 

## Парламентська діяльність
З червня 2008 року — народний депутат України 6-го скликання від Блоку Юлії Тимошенко (№ 169 у виборчому списку). Був одним з головних керівників юридичного департаменту БЮТ.
- Член Комітету Верховної Ради України з питань правосуддя
- Заступник члена Постійної делегації в міжпарламентській організації «Постійна делегація у Парламентській асамблеї Ради Європи»

З грудня 2012 року — народний депутат України 7-го скликання від виборчого округу № 148, Полтавська область, самовисування. У парламенті став членом фракції Партії регіонів.
Із лютого 2014 року — Заступник голови депутатської групи «Економічний розвиток»
- Член Комітету Верховної Ради України з питань аграрної політики та земельних відносин
- Член Тимчасової спеціальної комісії Верховної Ради України з питань підготовки законопроєкту про внесення змін до Конституції України
- Член Тимчасової слідчої комісії Верховної Ради України з питань розслідування обставин трагічних подій, що призвели до загибелі та захоплення в полон бійців добровольчих батальйонів, а також військовослужбовців Збройних Сил України, Національної гвардії України біля міста Іловайськ Донецької області
- Заступник члена Постійної делегації в міжпарламентській організації «Постійна делегація у Парламентській асамблеї Ради Європи»

У квітні 2014 року під час сесії ПАРЄ [Архівовано 8 лютого 2019 у Wayback Machine.] засудив окупацію Росією Криму, після чого був визнаний персоною нон ґрата [Архівовано 7 лютого 2019 у Wayback Machine.] на окупованому Криму та Російській Федерації.

## Нагороди
Заслужений юрист України (жовтень 2010).